# Alena Amialusik
Alena Wasiljeuna Amialusik (ur. 6 lutego 1989 roku w Bobrujsku) – białoruska kolarka szosowa, olimpijka (2012, 2016, 2020), czterokrotna mistrzyni kraju w jeździe indywidualnej na czas.

## Kariera

### Igrzyska olimpijskie
Wzięła udział w Letnich Igrzyskach Olimpijskich 2012 w wyścigu ze startu wspólnego. Do mety dojechała z czasem 3:35:56 kończąc zawody na 15. miejscu. W 2016 w Rio de Janeiro zajęła 11. miejsce. Na igrzyskach w 2020 roku w tej samej konkurencji zajęła 17. miejsce. 

### Sukcesy
| Rok  | Zawody                 | Miejsce |
| ---- | ---------------------- | ------- |
| 2009 | Krajowe Mistrzostwa    | 3       |
| 2009 | Mistrzostwa Europy U23 | 7       |
| 2011 | Krajowe Mistrzostwa    | 1       |
| 2012 | Krajowe Mistrzostwa    | 1       |
| 2013 | Krajowe Mistrzostwa    | 1       |
| 2014 | Krajowe Mistrzostwa    | 1       |
| 2012 | Igrzyska olimpijskie   | 15      |
| 2015 | Igrzyska europejskie   | 8       |
| 2016 | Mistrzostwa Europy     | 4       |
| 2020 | Igrzyska olimpijskie   | 17      |